# José María Domingo-Arnau
José María Domingo-Arnau (1929-2006) est un avocat, historien, essayiste et écrivain espagnol.

## Biographie
Son œuvre El Conde Arnau. Mito y leyenda de Cataluña (2004) fut primé par le Ministerio de Cultura de España où figure une dédicace au Congrès antimaçonnique de Trente de 1896. Il explore la figure mythique du Comte Arnau, et le contexte historique médiéval de ce noble catalan durant la renaissance et son influence dans l'œuvre de Joan Maragall et de Josep Maria de Sagarra.

## Œuvres
- La Primera Representación Heráldica de América en Comunicaciones y Conclusiones del III Congreso Internacional de Genealogía y Heráldica (1955)
- Alejandro Magno (1959)
- La Iglesia y la masonería: una lucha que no cesa (1982)
- Operación Maestrazgo (1998)
- El Conde Arnau: Mito y leyenda de Cataluña (2004)